# Liolà (film)
Liolà è un film del 1963 diretto da Alessandro Blasetti, tratto dall'omonima commedia di Luigi Pirandello.

## Trama
Tratto dall'omonima novella di Luigi Pirandello
Liolà è un personaggio un po' matto, libero da legami sentimentali e tuttavia padre di cinque figli che ha avuto da donne diverse. 
Ha un negozietto di elettrodomestici, gira di casa in casa e fa un po' di tutto. 
Cosicché quando la signora Azzara e sua figlia Tuzza, si accorgono che la pompa del loro aranceto non funziona chiamano lui per ripararla. 
Liolà vorrebbe rifiutare, ma accetta quando Tuzza gli rivela che è incinta, e promette di sposarla. La ragazza non vuole e per fargli un dispetto propone allo zio Simone di fingersi padre del nascituro. 
Il vecchio zio Simone, che ha una bella moglie, Mita, ma assieme anche il cruccio di non aver figli, accetta di buon grado. Per vendicarsi Liolà seduce Mita e allorché la giovane rimane incinta di lui, zio Simone si rimangia la promessa fatta a Tuzza.

## Curiosità
In questo film Solvejg D'Assunta appare come attrice in un ruolo minore e nel contempo doppia entrambe le protagoniste femminili.